# Uttar Latabari
Uttar Latabari là một thị trấn thống kê (census town) của quận Jalpaiguri thuộc bang Tây Bengal, Ấn Độ.

## Nhân khẩu
Theo điều tra dân số năm 2001 của Ấn Độ, Uttar Latabari có dân số 14.447 người. Phái nam chiếm 51% tổng số dân và phái nữ chiếm 49%. Uttar Latabari có tỷ lệ 69% biết đọc biết viết, cao hơn tỷ lệ trung bình toàn quốc là 59,5%: tỷ lệ cho phái nam là 75%, và tỷ lệ cho phái nữ là 62%. Tại Uttar Latabari, 11% dân số nhỏ hơn 6 tuổi.